# 风险比
风险比率，正式的英文名称是Hazard Ratio。风险比率是两个风险率（Hazard Rates）的比值。风险率是单位时间内发生的事件数占被试总体的百分比。瞬时风险率就是当时间间隔趋近于0时的风险率，公式如下：
{\displaystyle h(t)=\lim _{\Delta t\rightarrow 0}{\frac {\mathrm {observed\;events\;in\;interval} [t,t+\Delta t]/N(t)}{\Delta t}}}
举例来说，在一个药物实验中，如果在单位时间内，被试组的死亡人数是参照组的两倍，那么风险比率就是2。风险比率与相对风险（relative risk）有联系也有区别。风险比率反映了单位时间内的相对风险，是相对风险在单位时间内的一种反映。但是相对风险反映的是整个实验的累积风险，而风险比率能够反映每个时间点上的瞬时风险。相比较而言，风险比率更能避免选择偏差（Selection bias）：假设在上例中死亡是集中发生的，如果将计算相对风险的时间结点选在集中死亡发生之前，那么相对风险就不能客观反映这个药物的效果，但是风险比率能够客观反映这个药物在每个时间点上的风险。

## 定义
风险比率是两个风险率的比值。风险比率反映了两个风险率之间的差别。这种差别是由各种外生变量引起的，比如干预类型（treatment）的不同（比如用药或者不用药）、性别的影响（男性或者女性）等等。一般我们首先确定一个基准的风险率，然后通过回归方程来测算各种外生变量对于风险比率的影响。
{\displaystyle \log h(t)=f(h_{0}(t),\alpha +\beta _{1}X_{1}+\cdots +\beta _{k}X_{k}).\,}
这类方程通常被称作比率风险回归模型（proportional hazards regression model）。著名的此类方程有Cox semiparametric proportional hazards model 和幂指数类型的Gompertz and Weibull parametric model。
通常我们可以通过固定所有其他变量，比如性别、年龄、环境、地点等等，来集中研究干预类型对于风险的影响，比如将使用某种特定药物的实验组与使用安慰剂的对照组进行比较。如果有一些无法被固定的混杂因素，那么就采用随机对照试验的方法，来抵消这些混杂因素的影响，但是前提必须是研究对象数量要充足。

## 应用

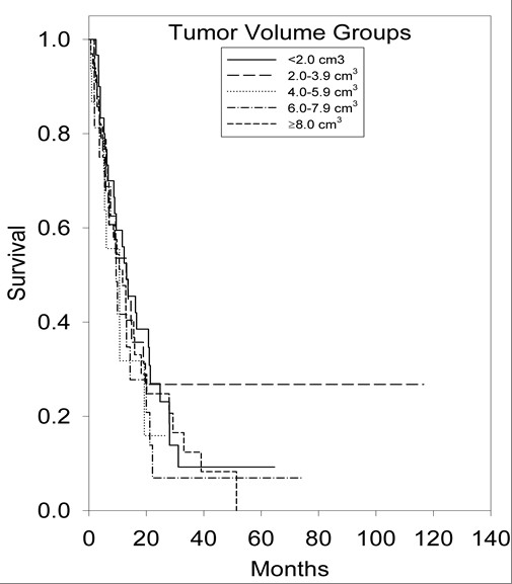
Kaplan-Meier curve 表示脑部肿瘤转移程度对于生存率的影响 Elaimy et al. (2011)

在医学和公共卫生研究中，常常使用风险比率来表示实验组与对照组之间的风险差别。卡普兰-梅耶生存曲线（Kaplan-Meier curve）能够直观表示风险率。曲线上的点表示此时存活人数占全组人数的比值，即生存率。生存率与风险率之和为1.图中在任意一个时间点上，两个组的风险率之比，就是风险比率。